# Comarques Centrals del País Valencià

Localització de les Comarques Centrals

Les Comarques Centrals del País Valencià, són una regió del País Valencià que coincideix en gran part amb el territori de la històrica província de Xàtiva (segle xix) i la Governació de Xàtiva (segles XIII-XVIII), i que en l'època contemporània és repartida, inicialment, entre les comarques de la Costera, la Vall d'Albaida, la Safor, la Marina Alta, el Comtat i l'Alcoià. No disposa de cap figura d'administració unitària i està dividida entre les províncies d'Alacant i de València, però el 2015 es va crear el Consell Econòmic i Social de les Comarques Centrals Valencianes.
Però la constitució del Consorci de les Comarques Centrals Valencianes l'any 2023 mostra la relació d'entitats territorials que la componen, les quals concentren més de mig milió d’habitants, i està compost pels Ajuntaments d'Alcoi, Cocentaina, Dénia, Gandia, Ibi, Oliva, Ontinyent, Tavernes de la Valldigna, Xàtiva, la Mancomunitat de Municipis de la Vall d'Albaida, i les comarques de la Costera, la Canal de Navarrés i la Safor.

## Dificultat en la delimitació exacta
Per raons geogràfico-històriques de vegades s'ha inclòs o proposat que hi formen part tant la Canal de Navarrés com la Marina Baixa, perquè estan molt lligades a la Costera i la Marina Alta respectivament.
En la proposta de regions de Joan Soler i Riber de 1970 es va proposar el nom de Regió d'Alcoi-Gandia, afegint posteriorment la comarca de la Costera, mentre que en 1978 en l'Atles Universal de la Gran Enciclopèdia Catalana l'anomenaria Regió de Xàtiva.
Les comarques incloses eren:
- L'Alcoià.[4][5] (en el moment de la proposta amb la Vall de Biar).
- La Marina Alta.[4][5]
- La Vall d'Albaida.[4][5]
- El Comtat.[4][5]
- La Safor.[4][5]
- La Costera (afegida a partir de la publicació de L'estructura econòmica del País Valencià, 1970).[5]

A la proposta original de la dècada de 1960 de Joan Soler, la Costera estava inclosa en la Regió de València i la Canal de Navarrés a la Regió de Requena-Sogorb. A L'estructura econòmica del País Valencià es produiria el primer canvi, quan la Costera passaria de la Regió de València a la Regió d'Alcoi-Gandia. Quan al final dels setanta es publica el volum de la Gran Enciclopèdia Catalana dedicat a la geografia, on Joan Soler ja hi col·laborava, la regió s'anomenaria Regió de Xàtiva, incloent les mateixes comarques que en L'estructura econòmica del País Valencià.
L'actual delimitació de Diània es basa en la constitució comarcal que en 1987 es va fer per part de la Generalitat Valenciana, que publicà una proposta oficial de Demarcacions Territorials Homologades (DTH) de tres graus, on el primer grau coincideix en gran manera amb el concepte territorial de comarca. Això ha augmentat també la dificultat de la seua delimitació exacta, ja que aquesta es constitueix a partir de la delimitació comarcal actual i és per això que per motius també geogràfics o històrics s'ha inclòs o proposat afegir-hi algunes subcomarques limítrofes que històricament hi pertanyien. Són el cas de la Vall de Biar, que en la divisió comarcal de 1987 es va segregar de l'Alcoià, o la Foia de Xixona, tradicionalment límit de la línia Biar-Busot, així com la Vall de Càrcer i el Baix Albaida situades al sud del Xúquer i límit tradicional de l'antiga Governació.

## Antecedents i denominacions alternatives
Els antecedents històrics de la demarcació de les Comarques Centrals del País Valencià són la Taifa de Dènia, la Governació de Xàtiva i la Província de Xàtiva.
Entre les denominacions alternatives, hi ha la de Diània, Contestània, Governació de les Muntanyes i Comarques de les Muntanyes d'Alacant o Alcoi.

## Bioregió
Algunes fonts atribueixen l'espai de Diània a una bioregió a partir de documentació de característiques etnobotàniques comunes en els territoris que la componen.
La denominació deriva de l'antiga Diànium i va ser encunyada pel botànic Oriol de Bolós. El també botànic Joan Pellicer i Bataller va definir-la com la regió delimitada pel riu Xúquer pel nord, el Vinalopó a l'oest i el riu de la Vila al sud. Segons Pellicer, inclouria les comarques de la Marina, l'Alcoià i el Comtat, Vall d'Albaida, la Costera i la Safor.

## Projectes polítics
Malgrat no disposar avui en dia de cap reconeixement oficial ni administració conjunta, a l'edat moderna hi ha hagut diversos intents d'enfortir la unitat d'aquest territori. Notablement, els alcaldes dels ajuntaments de les capitals i ciutats més importants de cadascuna d'aquestes comarques crearen el Consorci de les Comarques Centrals Valencianes l'any 1999, i acordaren un Pla de Promoció Socioeconòmica i d'Ordenació Territorial de les Comarques Centrals Valencianes. Així i tot, el projecte no fruí. El 2015 el PSPV d'Ontinyent proposà de recuperar aquest consorci, i tot i no recuperar-se amb les mateixes característiques, es proposà de crear-ne un de nou, amb el nom de Consell Econòmic i Social de les Comarques Centrals Valencianes impulsat per les ciutats de Xàtiva, Ontinyent, Alcoi, Gandia, Dénia i Xàbia.

## Història

### Època foral

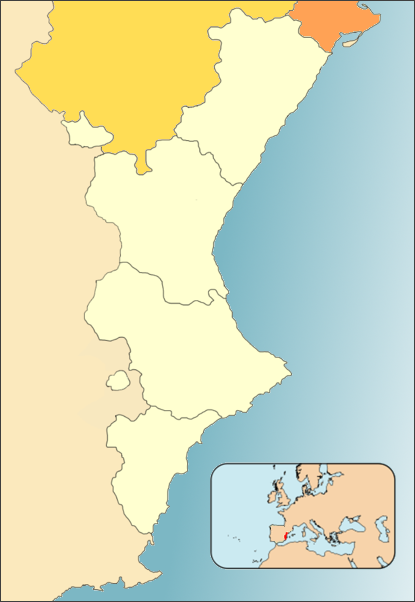
Divisió administrativa del Regne de València de 1493 a 1707 amb la Governació de Xàtiva

Jaume I el Conqueridor pren Albaida el 1244 i Xàtiva el 1248, però la conquesta cristiana no suposà la desaparició de la presència musulmana en la zona, sinó que s'hi romangueren fins al segle xviii. En aquests anys, les Comarques Centrals ja tenien entitat administrativa, com una de les Governacions. De fet, Jaume I denominà el territori que n'hi ha entre el riu Xúquer i la línia Biar-Busot, com el País de les Muntanyes o Governació de Xàtiva.
Al segle xiv i xv aquest territori és respectat per les Governacions Forals sota la denominació de la Governació de Xàtiva. Durant aquest període les Comarques Centrals van viure un dels moments més rellevants de la seua història gràcies a la família dels Borja, amb gran influència al Ducat de Gandia. Fou tan gran el seu poder que aconseguiren situar en el Papat a dos dels seus membres: Calixt III (1455-1458), i Alexandre VI (1492-1503). Aquesta esplendor política i econòmica es va reflectir també en les arts amb Ausiàs March i Joanot Martorell.
A partir del segle xvi comença la decadència del Regne de València, quan es produeixen les revoltes de camperols la (guerra de les Germanies), i la zona passa a ser perifèrica per als interessos de la corona. Amb la desaparició del Regne, la zona es divideix contínuament entre les governacions borbòniques primer, i les províncies espanyoles més endavant.

### Època moderna

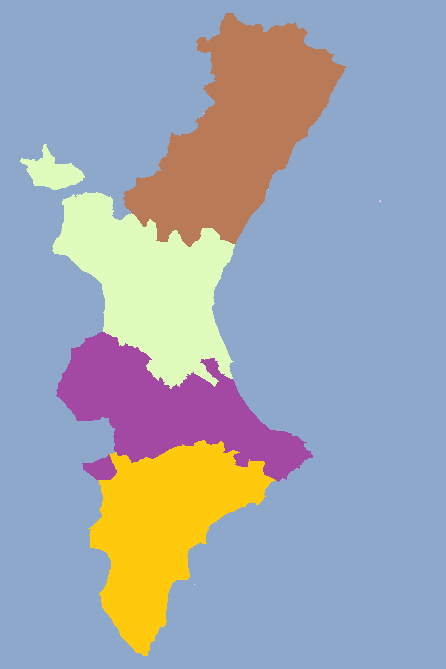
Divisió administrativa del País Valencià de 1822 a 1823 amb la Província de Xàtiva

La divisió provincial liberal 1822-1823 va crear la província de Xàtiva que abastà el territori de la Governació foral però escindit per a la província d'Alacant, l'Alcoià, la Foia de Castalla, el Comtat i la Marina Baixa. Esta antiga província es reparteix entre la de València i la d'Alacant: en un primer moment la línia divisòria seria la Serra Grossa, el 1836 es va desplaçar la província de València fins a la línia Mariola-Benicadell-riu Serpis. En 1847 s'estableix la divisió que actualment coneixem.
Els liberals de finals del segle xix van ser els primers a desenvolupar un projecte politicoeconòmic per a les Comarques Centrals. Fruit del seu treball, es feren infraestructures importants per a les relacions intercomarcals com ara: ferrocarril Alcoi-Port de Gandia (hui dia, ja desmantellat), ferrocarril Carcaixent-Gandia-Dénia, la carretera d'Almansa i el Port de Gandia.

### Època contemporània
No va ser fins als anys 70 del segle xx, amb el procés de recuperació de les Institucions Valencianes i de l'estat d'Autonomia, quan es plantege de manera oberta la vigència del fet comarcal i la coordinació de les comarques a regions que tingueren una coherència lògica des del punt de vista de la política territorial.
Actualment les Comarques Centrals Valencianes constitueixen un espai, a cavall entre les províncies d'Alacant i València, on les activitats econòmiques de la zona estan localitzades en dues àrees:
1. Litoral: Dénia (Marina Alta), Benidorm (Marina Baixa) i Gandia (Safor) - Sector serveis i turisme.
2. Interior: Ontinyent (Vall d'Albaida), Xàtiva (Costera), Alcoi (Alcoià) i Cocentaina (Comtat). Especialització industrial: tèxtil, confecció, fusta i joguines.

El 2010 es va estrenar la pel·lícula Illa de Xàtiva, un documental sobre les Comarques Centrals del País Valencià de Terradelfoc Produccions. Aquesta fa un repàs a la història de les Comarques Centrals i al perquè del seu fracàs, sempre des del punt de vista de Xàtiva, amb entrevistes a Toni Cucarella, Agustí Ventura, Elies Barberà, Xavier Aliaga, Antoni Martínez, Sebastià Garrido i la participació, entre d'altres, de Pep Botifarra.